# حلمی سالم
حلمی سالم (زادهٔ ۱۹۵۱ در روستای الراهب در استان منوفیه – درگذشتهٔ ۲۸ ژوئیه ۲۰۱۲ در قاهره) از شاعران بزرگ معاصر مصر و از منتقدان این کشور بود. حلمی که در دههٔ ۱۹۷۰ به عنوان ملک‌الشعرای مصر انتخاب شده بود در نهایت در ۶۱ سالگی بر اثر سرطان ریه درگذشت.

## زندگی
«حلمی سالم» زادهٔ روستای الراهب در استان منوفیه مصر بود. او مدرک لیسانس روزنامه‌نگاری خود را از دانشگاه قاهره دریافت کرده بود و در طول عمر حرفه‌ای خود در رسانه‌هایی چون روزنامهٔ «الأهالی» (وابسته به حزب تجمع)، مجلهٔ «أدب و نقد» و مجلهٔ «قوس قزح» (رنگین‌کمان) فعالیت کرد و مدتی سردبیر این دو مجله بود.
این شاعر ۶۱ ساله ماه‌های آخر عمر خود را با سرطان ریه دست و پنجه نرم می‌کرد. علایم بیماری سرطان این شاعر مصری چند ماه پیش از مرگش بروز کرد و به سفارش وزیر فرهنگ وقت مصر «شاکر عبدالحمید» در یکی از بیمارستان‌های وابسته به نیروهای مسلح این کشور برای درمان بستری شد. در نهایت او روز شنبه ۲۸ ژوئیهٔ ۲۰۱۲ در یکی از بیمارستان‌های وابسته به ارتش مصر درگذشت.

## فعالیت ادبی
نخستین مجموعه شعر این شاعر صاحب‌نام عرب در سال ۱۹۷۴ با عنوان «عزیز من در خون خاک شد» منتشر شد و با استقبال بسیاری از دوستداران شعر عرب مواجه شد و در بسیاری از کشورهای عربی‌زیان نیز به عنوان یک اثر پرمخاطب و پرفروش از آن یاد شد.
حلمی سالم که سال ۲۰۰۶ موفق به کسب جایزهٔ ادبی «التفوق» برای مجموعه آثار ادبی‌اش شده بود، ۱۸ دیوان شعر و چند کتاب در زمینهٔ نقد از خود به جای گذاشت. از جمله دیوان‌های او می‌توان «مدیترانه» (۱۹۸۴)، «شرح حال بیروت» (۱۹۸۶) و «عشق مسلح» (۲۰۰۵) را نام برد. کتاب‌های «شعر عربی معاصر و حقوق بشر» و «سخنانی در آزادی و سرکوب» هم از جمله آثار منتقدانهٔ این شاعر مصری است.
او در بسیاری از روزنامه‌های مصر دربارهٔ ادبیات و شعر قلم زده و در سال ۲۰۰۶ موفق به دریافت جایزهٔ برترین قلم در مصر شده‌است.
از این نویسنده در سال ۲۰۰۷ مجموعه شعری با نام «لیلا» منتشر شد که مورد انتقاد جریان‌های مذهبی مصر قرار گرفت به نحوی که پس از انتشار این اثر از مسؤولین فرهنگی مصر خواستند که نام این شاعر را از فهرست شخصیت‌های فرهنگی در جایزه برترین قلم مصر حذف کنند. در نتیجه، دیوان عدالت اداری مصر بنا به دادخواستی علیه این شعر از حلمی سالم، جایزه برترین‌ها را که سالم کسب کرده بود، از او پس گرفت.
یک سال بعد، در پی انتشار شعر «بالکن لیلا مراد» از حلمی سالم، دادگاه دیوان عدالت اداری مصر بنا به دادخواست همان وکیل که دفعهٔ قبل از وی شکایت کرده بود، مجلهٔ «ابداع» از نشریات وابسته به وزارت فرهنگ مصر را به اتهام انتشار این شعر که در آن بنا به دادخواست «به خدا توهین شده بود» تعطیل کرد. همچنین پس از آن با موافقت شاعر، این شعر از آن شماره حذف و مجله بدون آن شعر چاپ شد.

## فعالیت سیاسی
حلمی سالم از اعضای حزب الاحرار الاشتراکیین (حزب لیبرال سوسیالیست مصر) بود. پس از این‌که در ۱۴ اوت ۱۹۹۸ مصطفی مراد رئیس این حزب درگذشت، تعدادی از نامزدها همچون عبدالسلام الواحاتی، حلمی سالم، یاسر رمضان، رجب هلال حمیدة (که بعدها به حزب الغد پیوست)، فرید زکریا و طلعت السادات (از حزب جدا شدند) – الحمزه دعبس (بعدها درگذشت) با هم به رقابت شدید پرداختند. در اکتبر سال ۱۹۹۸ دفتر مرکزی این حزب در پی درگیری شدید هواداران رجب هلال حمیده و طلعت السادات برای تسلط بر دفتر مرکزی تعطیل شد اما دفاتر منطقه‌ای حزب لیبرال سوسیالیست به فعالیت خود ادامه داد. در نهایت، در تاریخ ۶ دسامبر ۲۰۰۴ حلمی سالم در پی تصمیم کمیتهٔ امور احزاب وزارت کشور مصر به عنوان رئیس حزب لیبرال مصر  انتخاب شد و این دورهٔ ریاست تا ۲۲ فوریهٔ ۲۰۰۵ ادامه داشت. حلمی در این تاریخ با حکم دادگاه از ریاست این حزب کنار گذاشته شد و به این ترتیب دفتر مرکزی حزب بار دیگر تعطیل گردید؛ اما همچنان دفاتر منطقه‌ای و نشریات حزب به فعالیت خود ادامه می‌دادند. در سپتامبر ۲۰۰۹ دادگاه استیناف قاهره با صدور حکمی مجدداً حلمی سالم را به عنوان رئیس قانونی این حزب اعلام کرد و به این ترتیب به درگیرهای بلند مدت بر سر ریاست حزب از زمان مرگ مصطفی کامل مراد رهبر این حزب در سال ۱۹۹۸ پایان داد.
در پنجم فوریهٔ سال ۲۰۱۱ و در بحبوحهٔ انقلاب مصر رهبران حزب لیبرال سوسیالیست با صدور بیانیه‌ای از انقلاب جوانان مصری حمایت کردند و حلمی سالم، رئیس این حزب را فاقد مشروعیت قانونی برای ریاست حزب دانستند زیرا از نظر آن‌ها حلمی سالم از ابتدای ریاست خود بر این حزب در بسیاری از تصمیمات رژیم قبلی دخالت داشته و تخلفات مالی زیادی در درون حزب و نشریات وابسته به آن مرتکب شده بود.

## آثار
دیوان‌های شعر
- حبیبتی مزروعة فی دماء الأرض ۱۹۷۴
- سکندریآ یکون الألم ۱۹۸۱
- الأبیض المتوسط ۱۹۸۴
- سیرة بیروت ۱۹۸۶
- البائیة و الحائی ۱۹۸۸
- دهالیزی و الصیف ذو الوطء ۱۹۹۰
- فقه اللذة ۱۹۹۲
- الشغاف و المریمات ۱۹۹۴
- سراب التریکو ۱۹۹۶
- الواحد الواحدة ۱۹۹۷
- یوجد هنا عمیان ۲۰۰۱
- تحیات الحجر الکریم ۲۰۰۳
- الغرام المسلح ۲۰۰۵
- عید میلاد سیدة النبع ۲۰۰۵
- مدائح جلطة المخ ۲۰۰۶
- حمامة علی بنت جبیل ۲۰۰۷
- الثناء علی الضعف ۲۰۰۷

## پی‌نوشت
1. ↑  عرب‌شاهی، «ادبیات مصر «حلمی سالم» را از دست داد»، ایبنا.
2. 1 2 3 4  «حلمی سالم شاعر مصری درگذشت»،  خبرگزاری فارس.
3. ↑  عرب‌شاهی، «ادبیات مصر «حلمی سالم» را از دست داد»، ایبنا.
4. ↑  عرب‌شاهی، «ادبیات مصر «حلمی سالم» را از دست داد»، ایبنا.
5. ↑  عرب‌شاهی، «ادبیات مصر «حلمی سالم» را از دست داد»، ایبنا.
6. 1 2  «تعطیلی یک نشریه در مصر به...»،  آبنا.
7. ↑  شکیبایی، «حزب الاحرار الاشتراکیین»، خبرگزاری قدس.
8. ↑  شکیبایی، «حزب الاحرار الاشتراکیین»، خبرگزاری قدس.
9. ↑  شکیبایی، «حزب الاحرار الاشتراکیین»، خبرگزاری قدس.
10. ↑  شکیبایی، «حزب الاحرار الاشتراکیین»، خبرگزاری قدس.
11. ↑  شکیبایی، «حزب الاحرار الاشتراکیین»، خبرگزاری قدس.
12. ↑  شکیبایی، «حزب الاحرار الاشتراکیین»، خبرگزاری قدس.
13. ↑  شکیبایی، «حزب الاحرار الاشتراکیین»، خبرگزاری قدس.